# Nationales Erholungsgebiet Westküste
Das Nationale Erholungsgebiet Westküste (englisch National West Coast (Tourist) Recreation Area) war ein Naherholungs- und Naturschutzgebiet in der Namib, das sich nördlich der Stadt Swakopmund in Namibia befand. Es lag zwischen den beiden Naturschutzgebieten Skelettküste im Norden und Namib-Naukluft-Park im Süden.
Es ging am 13. Dezember 2010 im neuen Dorob-Nationalpark auf.
Das Erholungsgebiet Westküste war circa 200 Kilometer lang und rund 50 Kilometer breit und wird von der gut ausgebauten Küstenstraße C34 durchzogen. Über sie erreicht man die inzwischen zu einer Stadt erwachsene ehemalige Feriensiedlung Henties Bay und die berühmte Robbenkolonie am Kreuzkap sowie zahlreiche Anglerstützpunkte entlang der Küstenlinie bis Kap Frio.
Obwohl das Naturschutzgebiet zur Wüste gehört, sorgt der kalte Benguelastrom regelmäßig für eine allmorgendliche Nebelwand, die weit in das Landesinnere hineinreicht und die spärliche Fauna und Flora mit dem lebensnotwendigen Nass versorgt.